# بابای فوق‌العاده
بابای فوق‌العاده (به انگلیسی: Superdad) فیلمی محصول سال ۱۹۷۳ و به کارگردانی وینسنت مک‌اویتی است. در این فیلم بازیگرانی همچون باب کرین، باربارا راش، کرت راسل، جو فلین، کاتلین کودی، جوبی بیکر، دیک وان پاتن، برونو کیربی، نیکولاس هاموند، لئون بلاسکو و اد بیگلی. جی آر ایفای نقش کرده‌اند.